# Liste der Monuments historiques in Laneuville-au-Rupt
Die Liste der Monuments historiques in Laneuville-au-Rupt führt die Monuments historiques in der französischen Gemeinde Laneuville-au-Rupt auf.

## Liste der Objekte
| Bezeichnung   | Beschreibung                                          | Standort                        | Kennzeichnung | Schutzstatus | Datum | Bild |
| ------------- | ----------------------------------------------------- | ------------------------------- | ------------- | ------------ | ----- | ---- |
| Weihrauchfass | Kupfer, vergoldet, zweite Hälfte des 18. Jahrhunderts | in der Kirche St-Nicolas (Lage) | PM55001961    | Classé       | 1995  |      |